# One Wish (filme)
One Wish é um filme de drama estadunidense de 2010 dirigido por Felix Limardo e escrito por Ron Willens. Foi filmado em Ventura, Califórnia. É estrelado por Bella Thorne, Kevin Kilner, Christa B. Allen, Symba Smith e Kelsey Weber. O filme foi lançado em 26 de novembro de 2010.

## Sinopse
Jake Wylie (Kevin Kilner) é um pai feliz de Molly (Christa B. Allen), que é uma campeã de dança se preparando para o torneio de dança mais importante de sua vida. Um dia, ele vê uma menina de três anos prestes a ser atropelada por um automóvel que se aproxima e faz a coisa heróica, movendo-se rapidamente para salvar sua vida. Por causa de suas boas ações, A Mensageira (Bella Thorne), um anjo, concede a ele um desejo. Jake tem uma grande decisão a tomar porque tudo o que ele deseja terá um grande impacto na vida de sua família.

## Elenco
- Bella Thorne como A Mensageira (Anjo)
- Kevin Kilner como Jake Wylie
- Christa B. Allen como Molly Wylie
- Symba Smith como Marti Wylie
- Kelsey Weber como Sara Wylie
- Jasmine Lowe como Katrina
- Ali Fussell como Alana
- Colleen Irene Boag como Patricia
- Albert Malafronte como Padre Carl Stokes